# Acta Albertina Ratisbonensia
Acta Albertina Ratisbonensia (abreviado Acta Albertina Ratisb.) es una revista con ilustraciones y descripciones botánicas que es publicada en Regensburg desde 1951 hasta ahora con el nombre de Acta Albertina Ratisbonensia. Regensburger Naturwissenschaften. Fue precedida por Ber. Naturwiss. Vereines Regensburg.